# Badstuegade (Ribe)
Badstuegade i Ribe er en forholdsvis kort gade mellem Hundegade og Dagmarsgade lidt vest for Sct. Catharinæ Plads.
Den nordlige ende af Klostergade munder ud midt på gaden.
Gaden menes at historisk at have være en byens travleste og udgravninger har bekræftet dette. Blandt andet skulle gaden tidligere have heddet Sudergade - Suder, datidens ord for Skomager.
Inden Dagmarsgades anlæggelse i forbindelse med jernbanens ditto, gik gaden hele vejen ud til Ribe Å.
- Badstuegade set fra den østlige ende. Bygningen til højre er Dagmarsgade 10
- Badstuegade før 1912. Til venstre muren omkring arealet foran Sankt Katharine Kirke.

## Eksterne links
- Jens Greverod, borgmester i staden Ribe, skøder sin badstue i Sudergade til Ribe by på diplomatarium.dk hentet 2. januar 2021

55°19′39″N 8°45′50″Ø / 55.3275°N 8.764°Ø